# Meliponomima martensis
Meliponomima martensis is een vliegensoort uit de familie van de roofvliegen (Asilidae). De wetenschappelijke naam van de soort is voor het eerst geldig gepubliceerd in 1989 door Artigas & Papavero.